# Poříčí nad Sázavou
Poříčí nad Sázavou är en ort i Tjeckien.   Den ligger i regionen Mellersta Böhmen, i den centrala delen av landet, 30 km sydost om huvudstaden Prag. Poříčí nad Sázavou ligger 273 meter över havet och antalet invånare är 1 045.
Terrängen runt Poříčí nad Sázavou är platt söderut, men norrut är den kuperad. Poříčí nad Sázavou ligger nere i en dal. Runt Poříčí nad Sázavou är det ganska glesbefolkat, med 29 invånare per kvadratkilometer. Närmaste större samhälle är Benešov, 6,4 km söder om Poříčí nad Sázavou. Omgivningarna runt Poříčí nad Sázavou är en mosaik av jordbruksmark och naturlig växtlighet.